# Aleksandr Markovič Poljakov
Aleksandr Markovič Poljakov (in russo Александр Маркович Поляков?; Mosca, 27 settembre 1945) è un fisico russo.

## Biografia
Precedentemente al Landau Institute di Mosca ed in questo momento all'università di Princeton,
Poljakov è conosciuto per i suoi contributi fondamentali nella teoria quantistica dei campi, incluso il lavoro su ciò che è adesso chiamato monopolo di 't Hooft-Polyakov nella teoria di gauge non-abeliana, realizzato indipentemente anche da Gerardus 't Hooft.

## Onorificenze e premi
Aleksandr Poljakov è stato premiato con la medaglia Dirac ed il premio Dannie Heineman per la fisica matematica (Dannie Heineman Prize for Mathematical Physics) nel 1986, la medaglia Lorentz nel 1994, la medaglia Oskar Klein (Oskar Klein Medal) nel 1996, il premio Lars Onsager nel 2011 e la medaglia Max Planck nel 2021. È stato eletto membro dell'Accademia russa delle scienze nel 1984 e dell'Accademia Nazionale delle Scienze degli Stati Uniti d'America nel 2005.